# Tabanus philippinensis
Tabanus philippinensis är en tvåvingeart som beskrevs av Krober 1924. Tabanus philippinensis ingår i släktet Tabanus och familjen bromsar.
Artens utbredningsområde är Filippinerna. Inga underarter finns listade i Catalogue of Life.